# Lion's Cup 1981
Il Lion's Cup 1981 è stato un torneo di tennis giocato sul sintetico indoor. È stata la 4ª edizione del torneo, che fa parte dei Tornei di tennis femminili indipendenti nel 1981. Si è giocato a Tokyo in Giappone, dal 21 al 22 novembre 1981.

## Campionesse

### Singolare
Martina Navrátilová hanno battuto in finale  Chris Evert con il punteggio di 6–3, 6–2

### Doppio
- Doppio non disputato